# Baptisterium

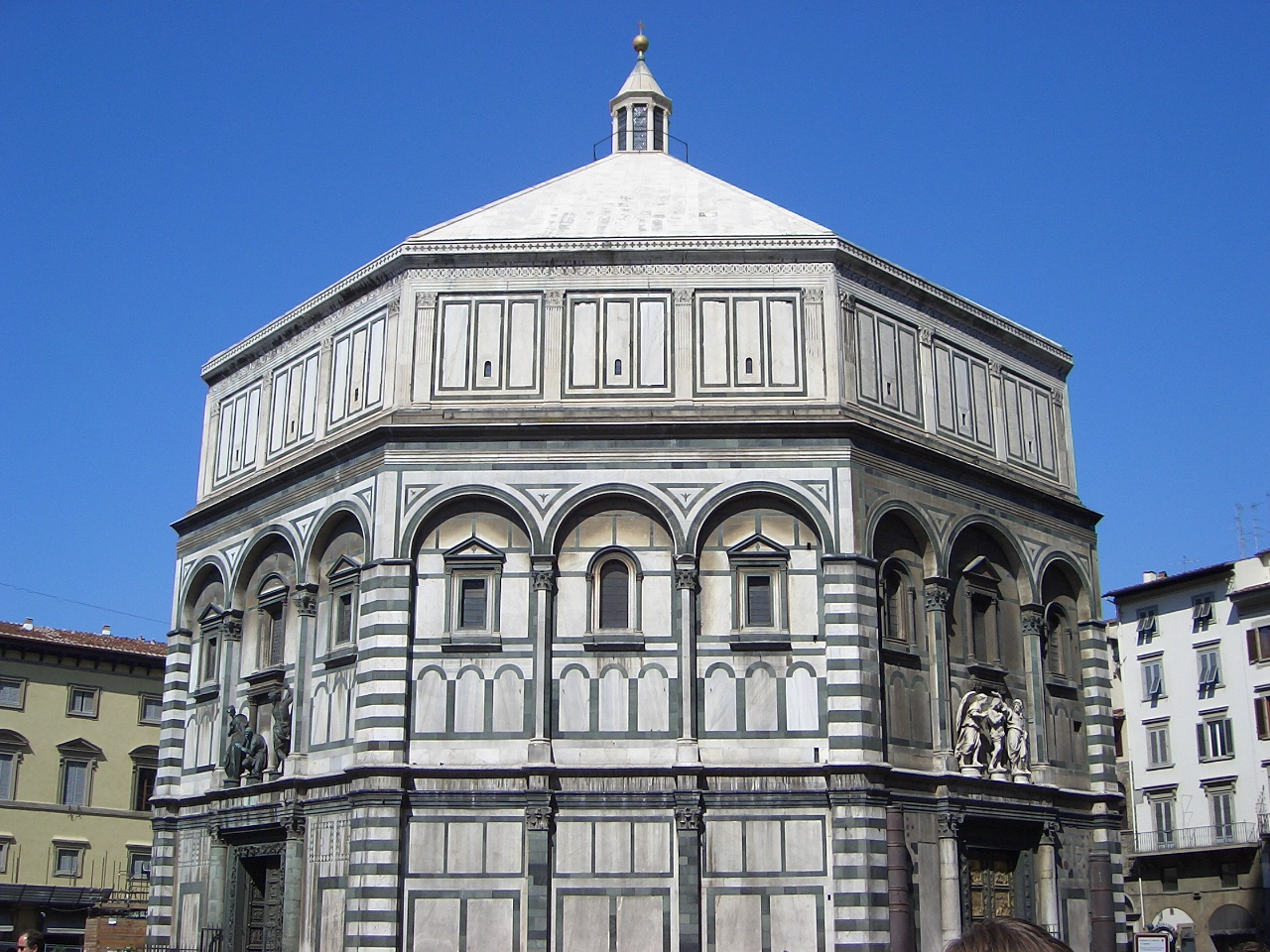
Baptisterium van de dom van Florence

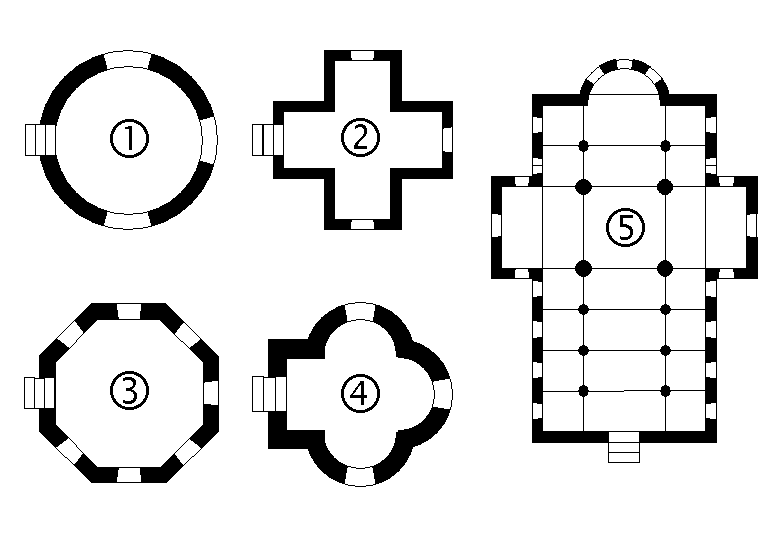
Gebruikelijk grondplan van baptisteria en kerk

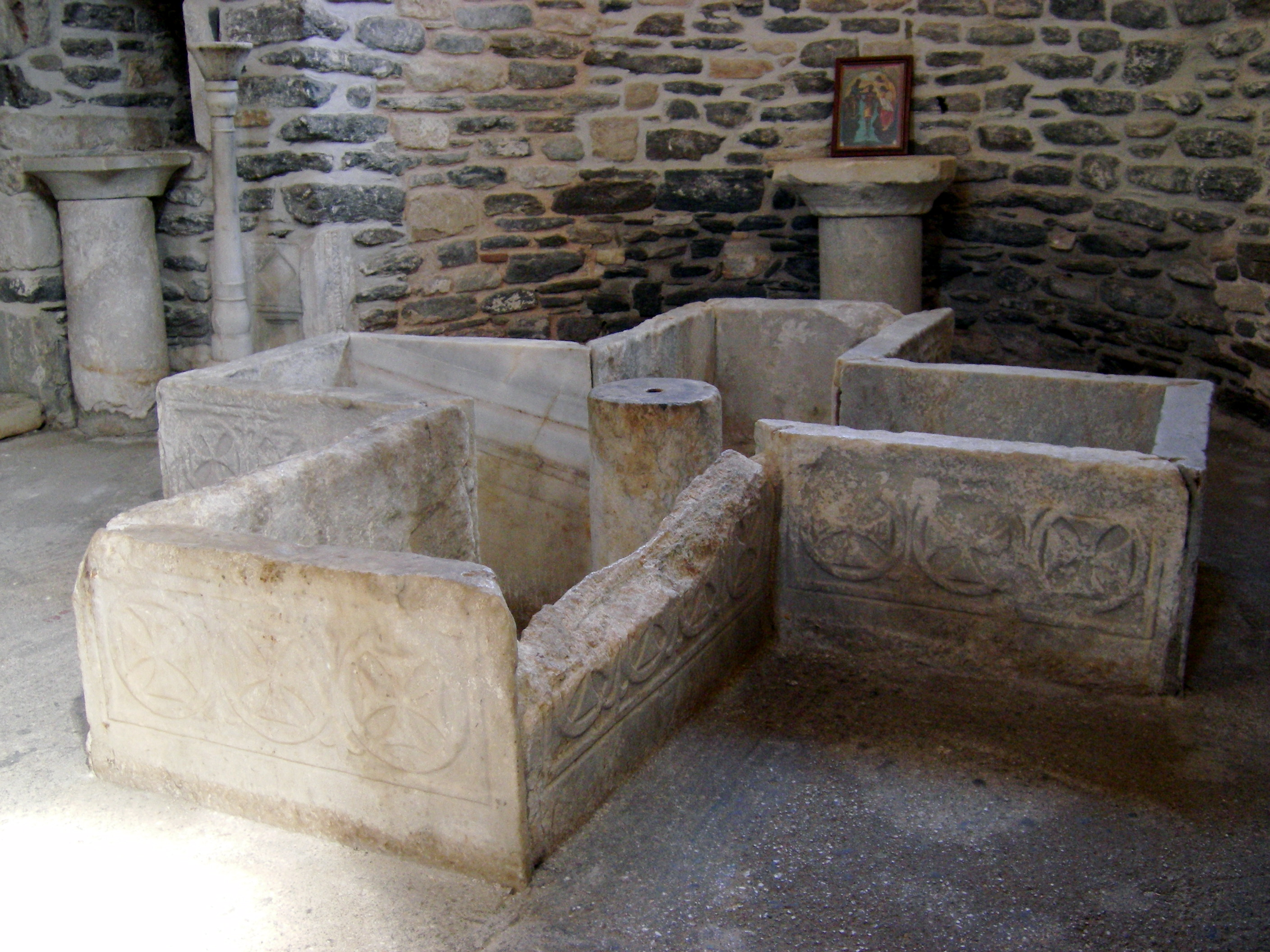
De doopvont in de vorm van een grieks kruis in het baptisterium van de Katapolianíkerk op het Griekse eiland Paros.

Een baptisterium of doopkapel (afgeleid uit het Grieks: baptisterion: badplaats of zwembassin, Italiaans: battisterio) is een afgezonderd deel van een kerk waarin de doopvont (ook wel piscina) staat.

## Baptisterium als vrijstaand gebouw
In Zuid-Europa was het veelal een achthoekig, vrijstaand, gebouw, stond aan de westzijde van een kathedraal of hoofdkerk en was gewijd aan Johannes de Doper. De uitgebreide manier waarop baptisteria versierd en gebouwd zijn wijst op de grote waarde die de christenen hechten aan het doopritueel. Het doopritueel symboliseert de intrede in een geloofsgemeenschap, het hoofd wordt besprenkeld met water (vroeger werd men geheel ondergedompeld) om de zonden af te wassen en gezuiverd te worden van de erfzonde. Na het ritueel is men als lid van de kerk aangenomen.
Het eerste baptisterium, het baptisterium van Lateranen, was achthoekig. Dit model is vaak nagebouwd, soms werd het ook wel twaalfzijdig gebouwd. De doopvont in het midden van het baptisterium stond drie treden hoog. Vaak werd er bij de versiering een gouden of zilveren duif gebruikt, voor de rest zijn alle iconen, fresco’s of mozaïeken gebaseerd op het leven van Johannes de Doper.
De doopvont zelf was voorheen altijd van steen, maar in latere tijden werd ook wel metaal gebruikt. Het water in de doopvont komt uit natuurlijke bronnen en wordt gezegend door de pastoor.
In de vroege jaren van het christendom waren er nog geen baptisteria, deze kwamen pas toen drie keer per jaar grote groepen kinderen gedoopt werden. Door het grote aantal personen dat in het baptisterium moest passen, waren deze in die tijd erg groot. Als er een tijd niets op het programma stond, werd het baptisterium verzegeld met een speciaal zegel van de pastoor. Later lieten ook volwassen hun zonden afwassen. Soms was een baptisterium verdeeld in twee delen, voor elk geslacht een. Er bestonden zelfs kerken waar twee baptisteria aanwezig waren voor de scheiding.
In het baptisterium was ook vaak een vuurplaats aangebracht, om de dopelingen warm te houden na de onderdompeling. Naast het dopen had het baptisterium ook nog andere functies: hoewel het verboden was door het Concilie van Auxerre (578) werd het baptisterium af en toe als begraafplaats gebruikt voor belangrijke personen.

## Bekende baptisteria in Zuid-Europa
| Naam                                    | Plaats                  | Bouwperiode                |
| --------------------------------------- | ----------------------- | -------------------------- |
| Baptisterium van Sint-Johannes          | Poitiers, Frankrijk     | 360                        |
| Baptisterium van Sint-Johannes in Fonte | Napels, Italië          | 4e eeuw                    |
| Baptisterium van Lateranen              | Rome, Italië            | circa 440                  |
| Baptisterium van de Orthodoxen          | Ravenna, Italië         | 458                        |
| Baptisterium van Riva San Vitale        | Riva San Vitale, Italië | 5e eeuw                    |
| Baptisterium van de Arianen             | Ravenna, Italië         | circa 500                  |
| Baptisterium van Florence               | Florence, Italië        | 1059 - 1128                |
| Baptisterium van Pisa                   | Pisa, Italië            | 1153 - 14e eeuw (in fasen) |
| Baptisterium van Parma                  | Parma, Italië           | 1196 - 1270                |
| Baptisterium van Siena                  | Siena, Italië           | 1317 - 1325                |
| Baptisterium (Venasque)                 | Venasque, Frankrijk     | 6e eeuw                    |
| Baptisterium van Piran                  | Piran, Slovenië         | 17e eeuw                   |

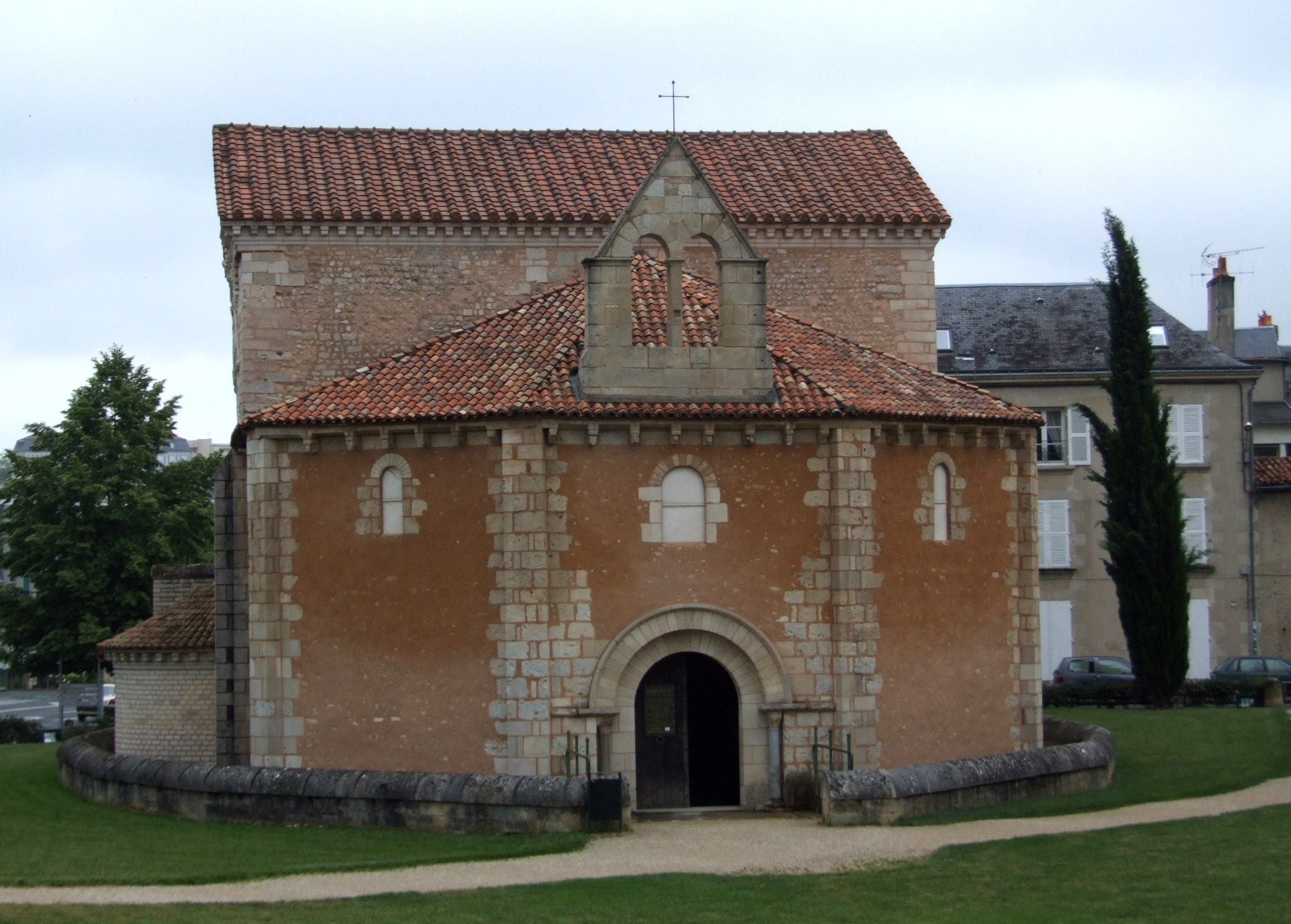
Baptisterium van Sint-Johannes van Poitiers
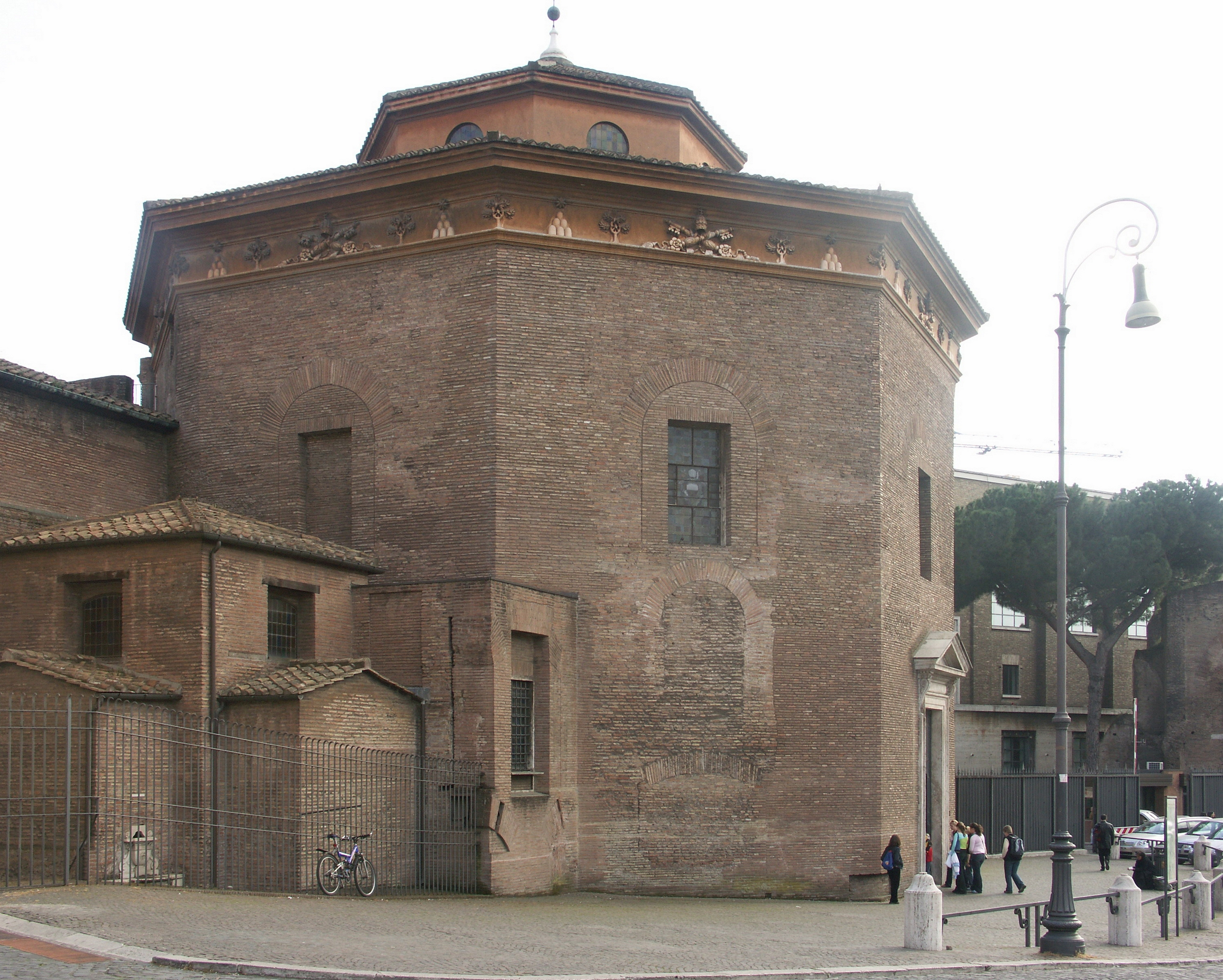
Baptisterium van Lateranen
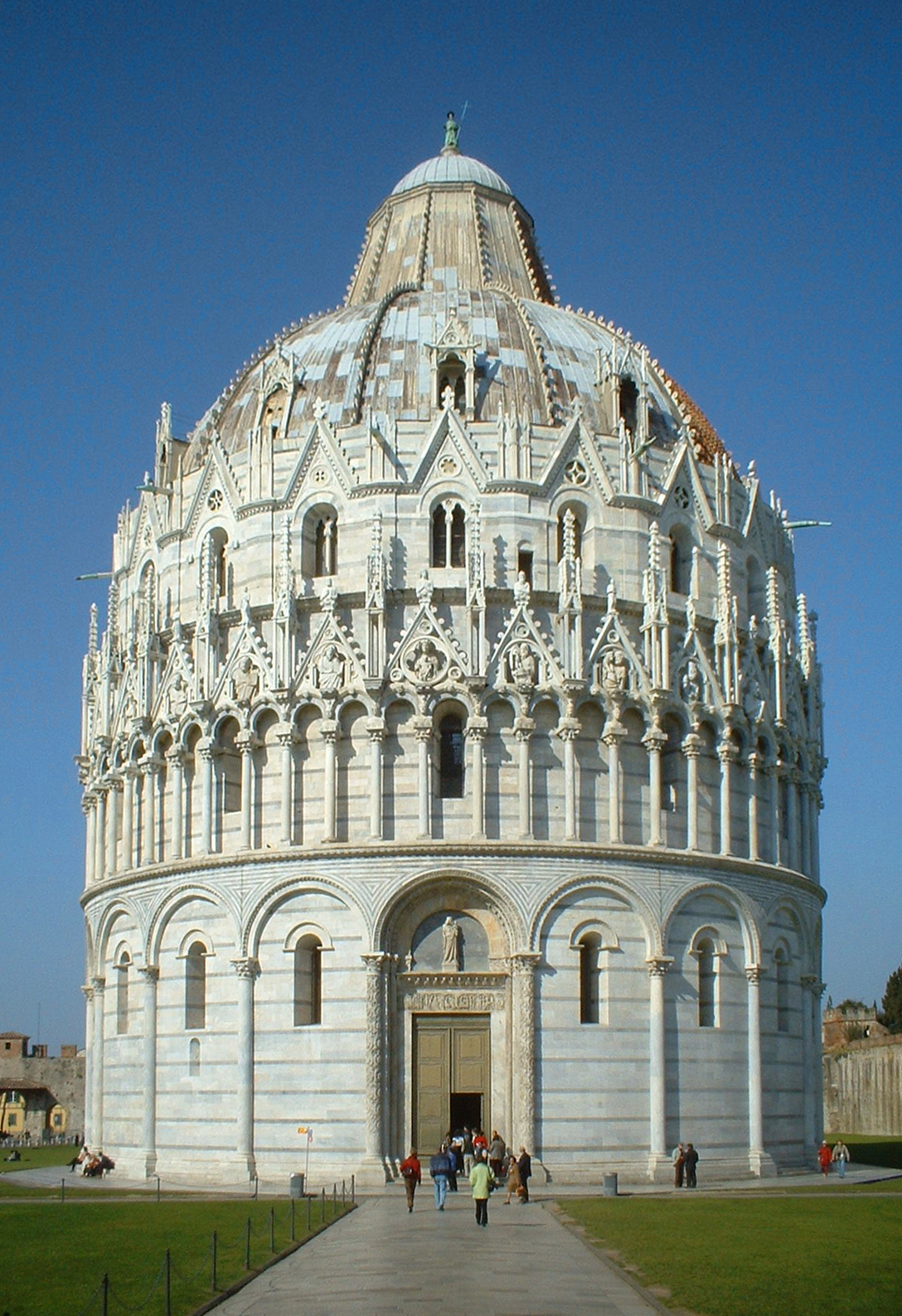
Baptisterium van Pisa
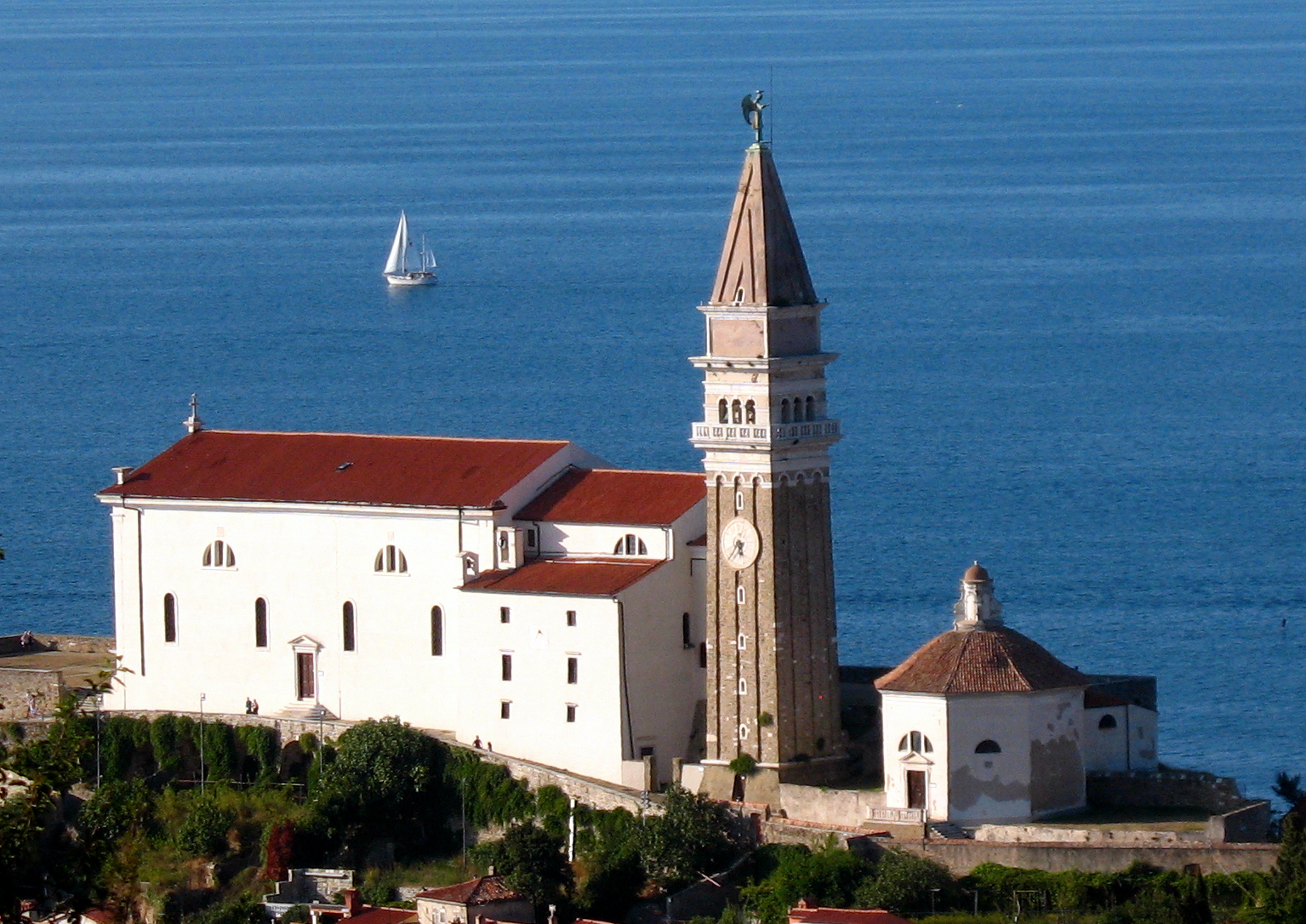
Kerk en baptisterium van Piran

## Baptisterium als inpandige doopkapel

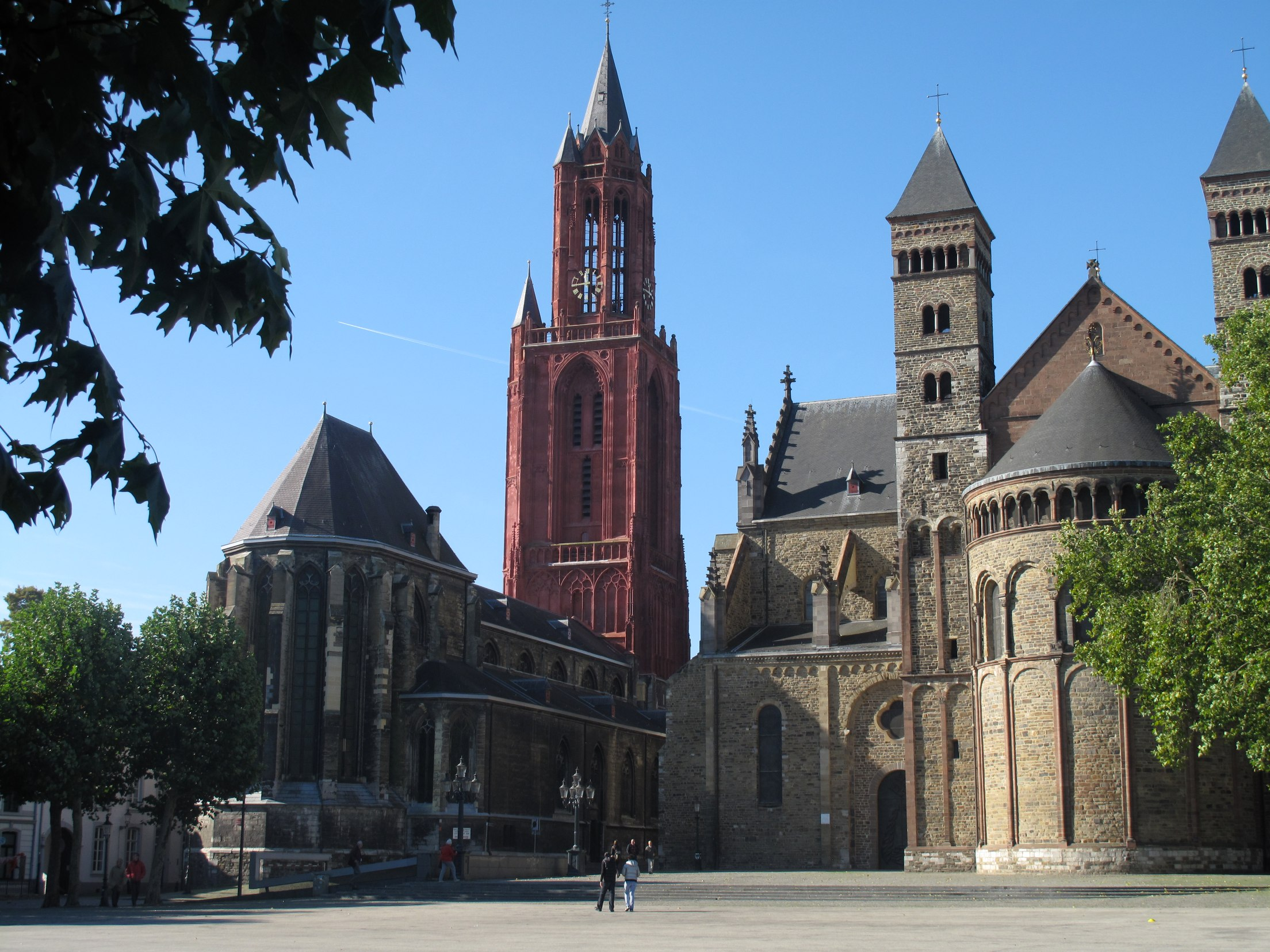
Doopkerk (Sint-Jan) en kapittelkerk (Sint-Servaas) op het Maastrichtse Vrijthof

In Nederland en België komen geen vrijstaande baptisteria voor. Het dichtst daarbij in de buurt komt de Sint-Janskerk in Maastricht, die omstreeks 1200 door het kapittel van Sint-Servaas als doop- en parochiekerk werd gebouwd, pal naast de kapittelkerk, de Sint-Servaasbasiliek. Het feit dat de kerk gewijd was aan Johannes de Doper geeft aan dat de primaire functie van de kerk het toedienen van het doopsel was. Ook in Luik en Utrecht bestonden vergelijkbare situaties. In Luik stond naast de (inmiddels afgebroken) Sint-Lambertuskathedraal het kleine doopkerkje Notre-Dame-aux-fonts; in Utrecht was dat waarschijnlijk de Heilig Kruiskapel, pal naast de Dom.
Grotere kerken en kathedralen in Noord-Europa beschikken vrijwel altijd over een inpandige doopkapel, die uitsluitend voor dit doel gebruikt wordt. In sommige gevallen werd in de late middeleeuwen een ruimere doopkapel aan het bestaande kerkgebouw toegevoegd. Deze laatgotische doopkapellen zijn soms van buitenaf als aparte ruimte herkenbaar, maar maken toch integraal deel uit van het hoofdgebouw en zijn ook in alle gevallen slechts vanuit de kerk te betreden.
Een bekende doopkapel in Nederland is die van de Sint-Janskathedraal in 's-Hertogenbosch (met de beroemde doopvont van Aert van Tricht).

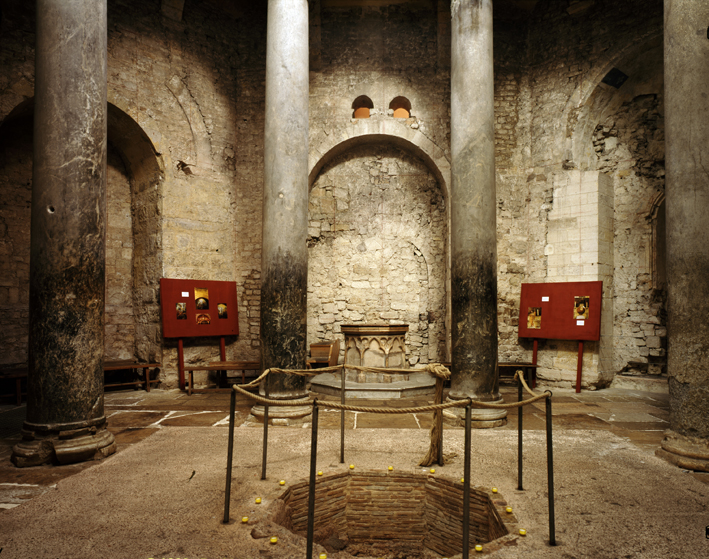
Kathedraal Saint-Sauveur van Aix-en-Provence
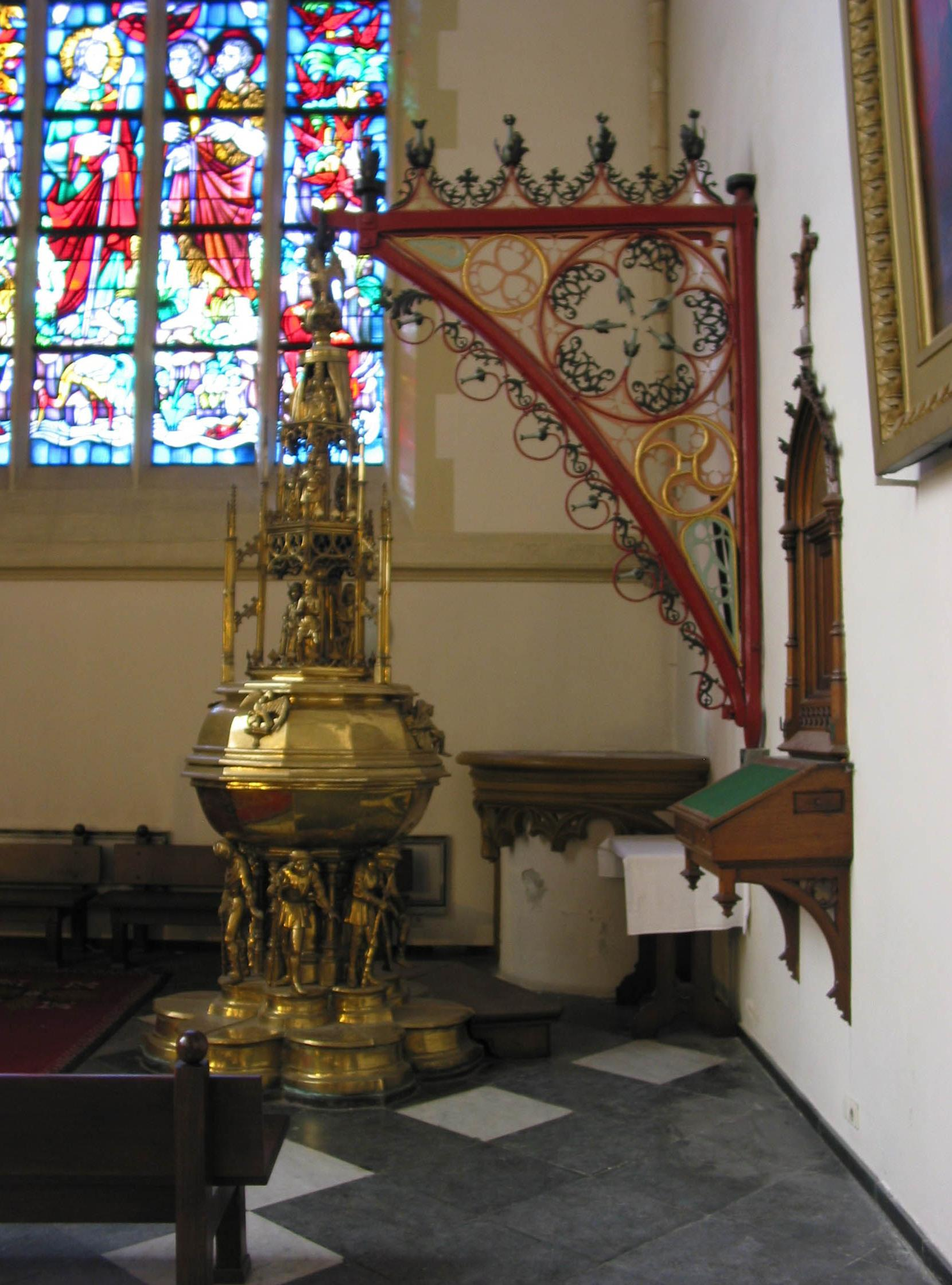
Sint-Janskathedraal, 's-Hertogenbosch
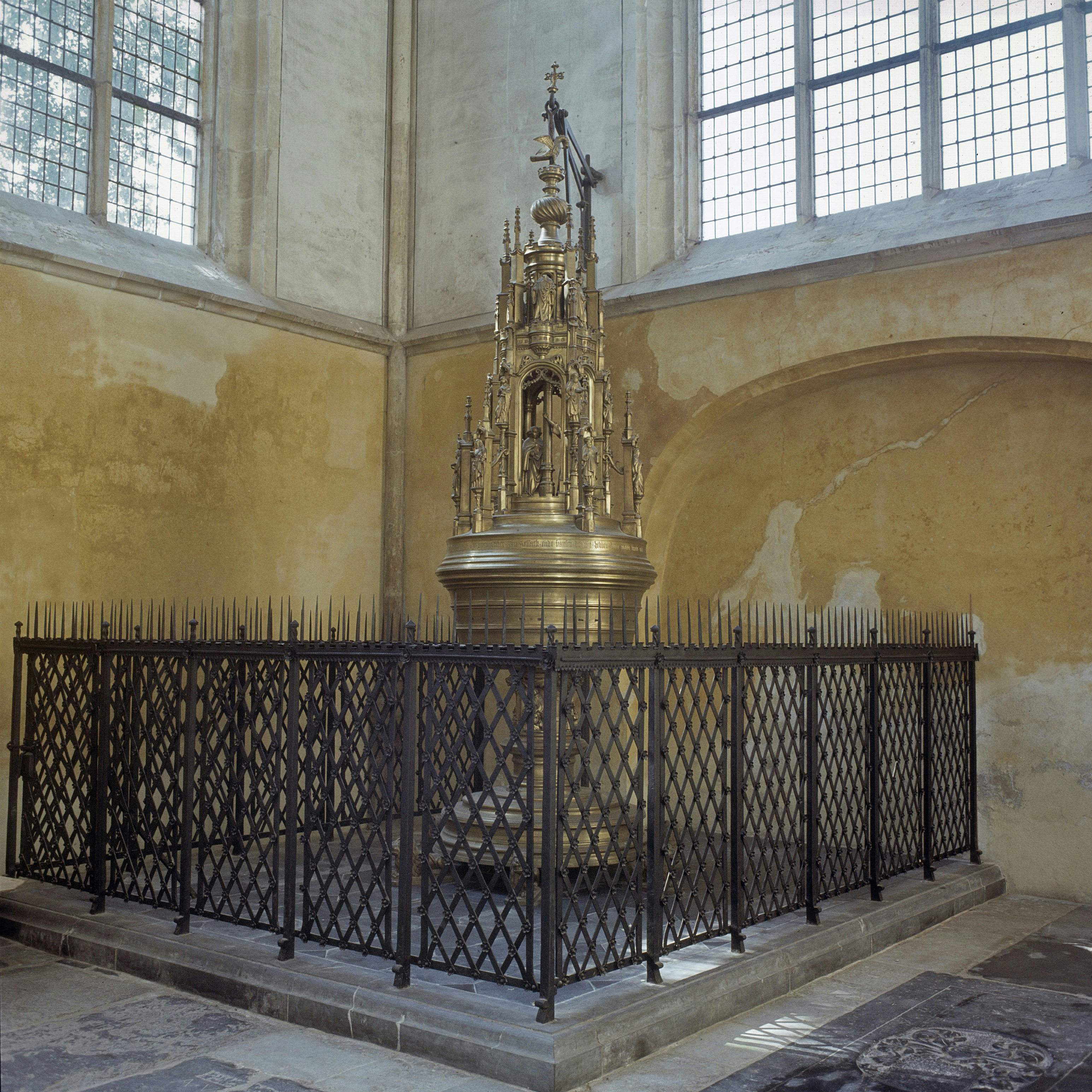
Sint-Walburgiskerk, Zutphen
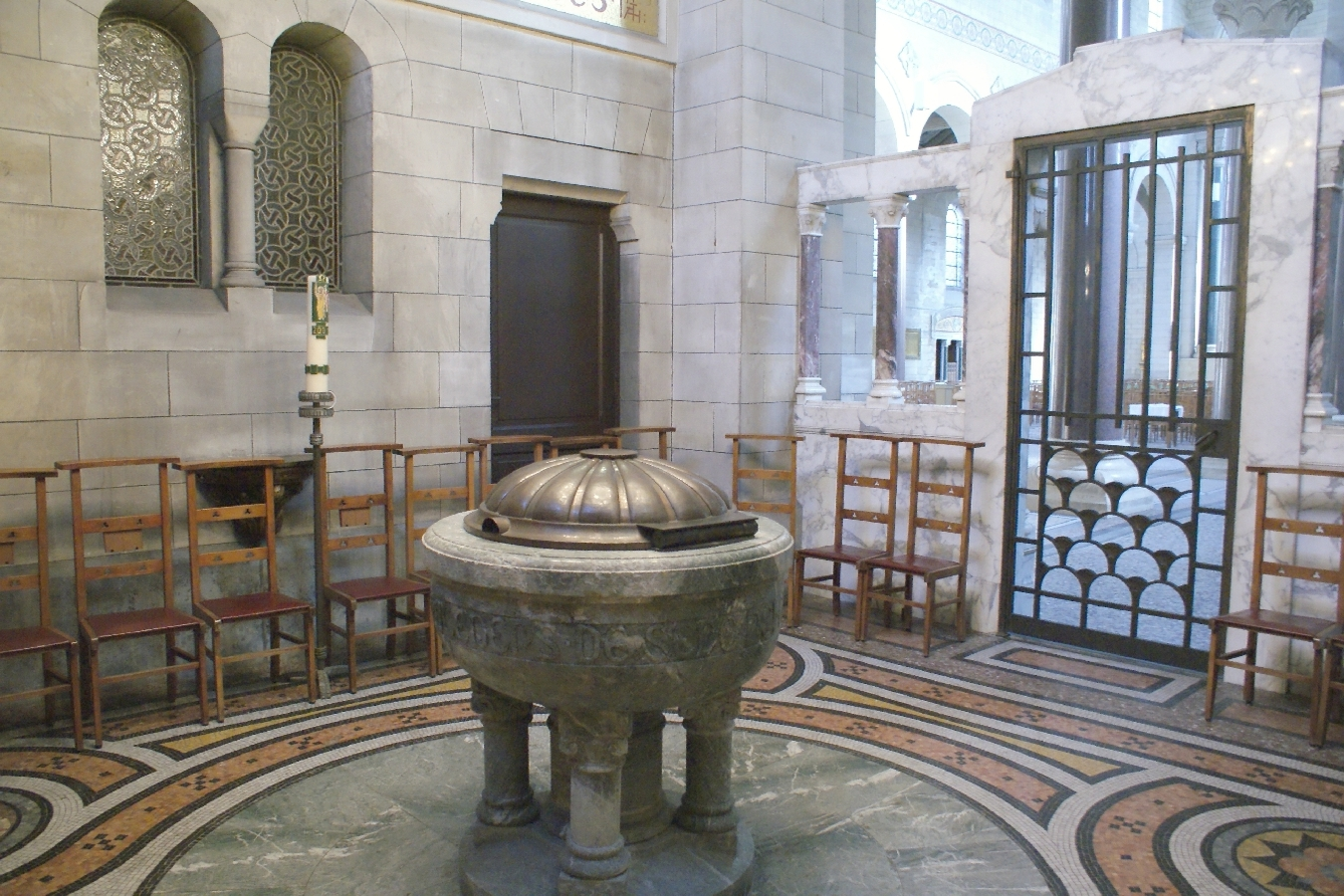
Sint-Michiel-en-Sint-Petruskerk, Antwerpen